# Dubautia sandwicensis
Dubautia sandwicensis là một loài thực vật có hoa trong họ Cúc. Loài này được (DC.) ined. mô tả khoa học đầu tiên.